# 베이징 올림픽 조직위원회
베이징 올림픽 조직위원회(Beijing Organizing Committee for the Games of the XXIX Olympiad, 흔히 줄여서 BOCOG)는 2008년 하계 올림픽 조직위원회의 이름이다.
베이징이 2008년 하계 올림픽으로 개최지로 선정되고 나서, 다섯 달이 지나, 2001년 12월 13일 조직되었다. 본부는 중화인민공화국 베이징 하이디엔에 위치한다. 2008년까지 산하 30개 조직을 두고, 4000 여 명의 직원을 고용하여 일을 할 예정이다.

위원장(주석)은 류치 중국어: 刘淇이고, 제1부위원장(제1부주석)은 중국어: 陈至立이다.

## 올림픽 준비
- 2008년 1월 28일 베이징 국가수영장에 대한 권한을 넘겨받았다.[2]